# Reading (Kansas)
Reading – miasto w Stanach Zjednoczonych, w stanie Kansas, w hrabstwie Lyon.